# Morannes
Morannes és un municipi francès situat al departament de Maine i Loira i a la regió de País del Loira. L'any 2007 tenia 1.664 habitants.

## Demografia

### Població
El 2007 la població de fet de Morannes era de 1.664 persones. Hi havia 678 famílies de les quals 196 eren unipersonals (84 homes vivint sols i 112 dones vivint soles), 273 parelles sense fills, 177 parelles amb fills i 32 famílies monoparentals amb fills.
La població ha evolucionat segons el següent gràfic:
Habitants censats

### Habitatges
El 2007 hi havia 846 habitatges, 690 eren l'habitatge principal de la família, 115 eren segones residències i 41 estaven desocupats. 810 eren cases i 32 eren apartaments. Dels 690 habitatges principals, 494 estaven ocupats pels seus propietaris, 187 estaven llogats i ocupats pels llogaters i 10 estaven cedits a títol gratuït; 2 tenien una cambra, 45 en tenien dues, 168 en tenien tres, 172 en tenien quatre i 304 en tenien cinc o més. 513 habitatges disposaven pel capbaix d'una plaça de pàrquing. A 354 habitatges hi havia un automòbil i a 255 n'hi havia dos o més.

### Piràmide de població
La piràmide de població per edats i sexe el 2009 era:
| Homes | Edats   | Dones |
| ----- | ------- | ----- |
| 0     | 95 o +  | 16    |
| 12    | 90 a 94 | 28    |
| 28    | 85 a 89 | 36    |
| 20    | 80 a 84 | 36    |
| 36    | 75 a 79 | 48    |
| 68    | 70 a 74 | 48    |
| 48    | 65 a 69 | 72    |
| 48    | 60 a 64 | 44    |
| 36    | 55 a 59 | 48    |
| 60    | 50 a 54 | 40    |
| 36    | 45 a 49 | 52    |
| 56    | 40 a 44 | 44    |
| 48    | 35 a 39 | 36    |
| 28    | 30 a 34 | 36    |
| 60    | 25 a 29 | 36    |
| 36    | 20 a 24 | 36    |
| 52    | 15 a 19 | 40    |
| 44    | 10 a 14 | 64    |
| 36    | 5 a 9   | 24    |
| 24    | 0 a 4   | 28    |

## Economia
El 2007 la població en edat de treballar era de 884 persones, 669 eren actives i 215 eren inactives. De les 669 persones actives 619 estaven ocupades (334 homes i 285 dones) i 50 estaven aturades (21 homes i 29 dones). De les 215 persones inactives 90 estaven jubilades, 61 estaven estudiant i 64 estaven classificades com a «altres inactius».

### Ingressos
El 2009 a Morannes hi havia 746 unitats fiscals que integraven 1.756,5 persones, la mediana anual d'ingressos fiscals per persona era de 16.125 €.

### Activitats econòmiques
Dels 76 establiments que hi havia el 2007, 3 eren d'empreses alimentàries, 2 d'empreses de fabricació d'altres productes industrials, 19 d'empreses de construcció, 12 d'empreses de comerç i reparació d'automòbils, 2 d'empreses de transport, 5 d'empreses d'hostatgeria i restauració, 1 d'una empresa financera, 3 d'empreses immobiliàries, 11 d'empreses de serveis, 13 d'entitats de l'administració pública i 5 d'empreses classificades com a «altres activitats de serveis».
Dels 27 establiments de servei als particulars que hi havia el 2009, 1 era una oficina de correu, 1 una oficina bancària, 2 tallers de reparació d'automòbils i de material agrícola, 1 autoescola, 2 paletes, 5 guixaires pintors, 2 fusteries, 3 lampisteries, 3 electricistes, 1 empresa de construcció, 2 perruqueries, 1 veterinari, 2 restaurants i 1 agència immobiliària.
Dels 4 establiments comercials que hi havia el 2009, 1 era una botiga de menys de 120 m², 2 fleques i 1 una carnisseria.
L'any 2000 a Morannes hi havia 56 explotacions agrícoles que ocupaven un total de 2.697 hectàrees.

## Equipaments sanitaris i escolars
El 2009 hi havia 1 farmàcia i 1 ambulància.
El 2009 hi havia 2 escoles elementals.

## Poblacions més properes
El següent diagrama mostra les poblacions més properes.